# Wir Kinder vom Bahnhof Zoo (Fernsehserie)
Wir Kinder vom Bahnhof Zoo ist eine deutsche Fernsehserie, die am 19. Februar 2021 bei Amazons Online-Dienst Prime Video veröffentlicht wurde. Es handelt sich um eine moderne Neuerzählung des gleichnamigen Bestsellers über Christiane F., der von Annette Hess in ein Serienformat gebracht wurde. Regie bei allen acht bislang veröffentlichten Folgen führte Philipp Kadelbach.

## Inhalt
Im Mittelpunkt der Serie stehen sechs Jugendliche der Berliner Drogen- und Clubszene, die in diesem Umfeld um ihren Traum vom Glück kämpfen. Zu der Clique gehören Stella, Axel, Christiane, Benno, Babsi und Michi.

## Produktion

### Vorlage, Entstehung und Stab

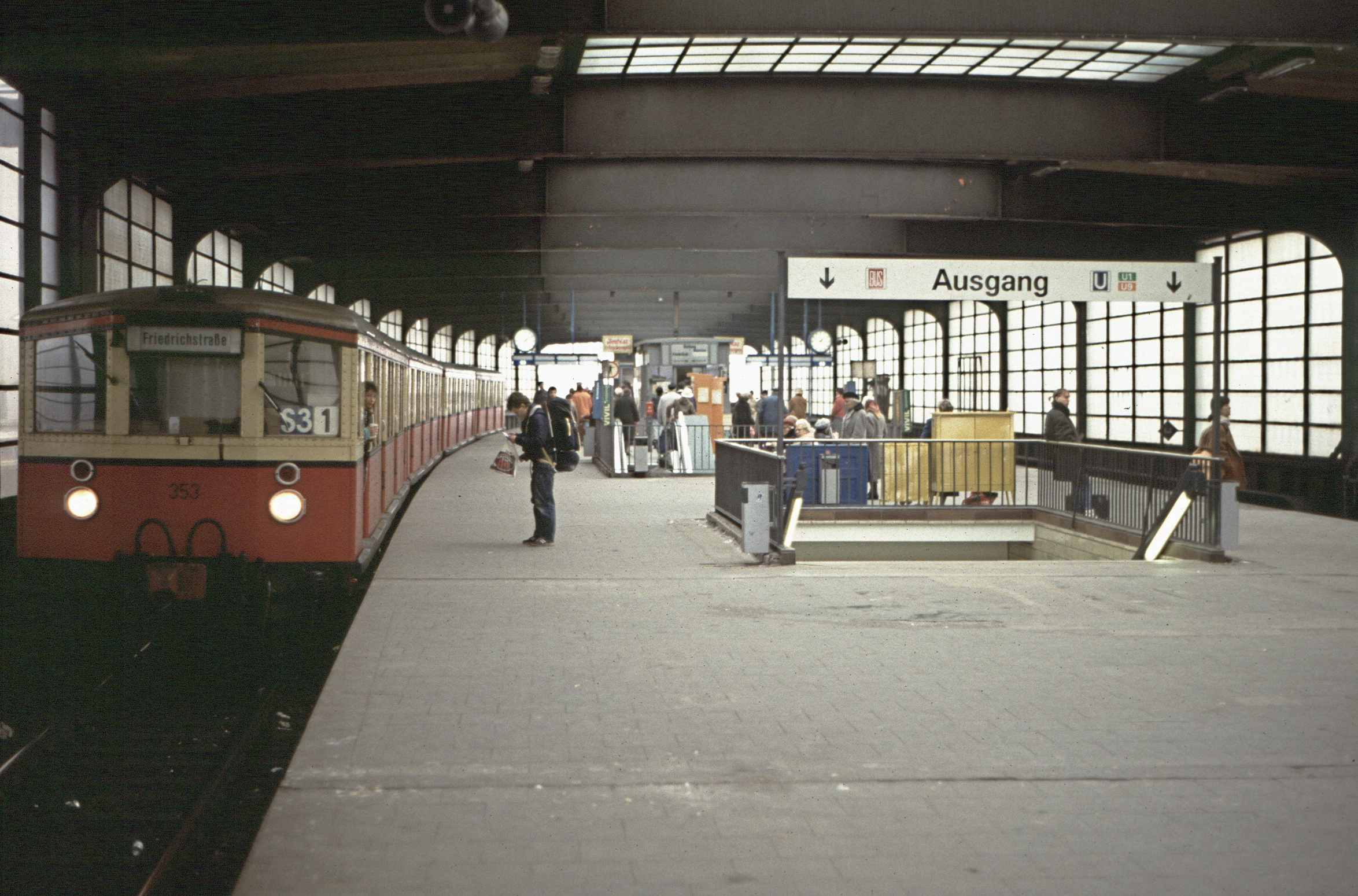
Der titelgebende Bahnhof Zoo (1988)

Es handelt sich bei der Serie um eine moderne Neuerzählung des biographischen Buches Wir Kinder vom Bahnhof Zoo über Christiane F., das 1978 veröffentlicht wurde. Es war einer der größten Sachbucherfolge der Nachkriegszeit, hielt sich anderthalb Jahre auf der Spiegel-Bestsellerliste und wurde 1981 unter Mitarbeit von David Bowie verfilmt.
Wir Kinder vom Bahnhof Zoo entstand als internationale Koproduktion zwischen Constantin Television und Amazon. Als Koproduzenten waren außerdem Wilma Film Prag sowie die Produktionsfirma Cattleya aus Italien beteiligt. Vom FilmFernsehFonds Bayern wurde die Produktion mit einer Million Euro unterstützt.
Der titelgebende Bahnhof Zoo war in den 1970er- und 1980er-Jahren ein sozialer Brennpunkt Berlins. Insbesondere die Rückseite des Bahnhofs an der Jebensstraße galt als Treffpunkt der Drogen- und Stricherszene.
Für die Serienadaption zeichnete Annette Hess verantwortlich, die bereits die Drehbücher der Ku’damm-Reihe schrieb, während Philipp Kadelbach bei allen acht Episoden Regie führte.

### Besetzung

#### Hauptrollen
Im Oktober 2019 wurde die Besetzung bekanntgegeben. Im Mittelpunkt der Serie stehen sechs Jugendliche, die in einem Umfeld von Drogen und Prostitution um ihren Traum vom Glück kämpfen. Gespielt werden die Mitglieder der Clique von Lena Urzendowsky (Stella), Jeremias Meyer (Axel), Jana McKinnon (Christiane), Michelangelo Fortuzzi (Benno), Lea Drinda (Babsi) und Bruno Alexander (Michi).
| Schauspieler          | Bild | Rolle                 | Hauptrolle (Folgen) |
| --------------------- | --- | --------------------- | ------------------- |
| Lena Urzendowsky      | Lena Urzendowsky beim Deutschen Fernsehpreis 2019 in der Düsseldorfer Rheinterrasse hält den ihr verliehenen Preis in der Hand, trägt einen grauen Overall und ein weißes Hemd, lächelt in die Kamera.Der Fernsehpreis ist eine transparente, rechteckige Trophäe mit einer sichtbaren Inschrift darauf. Sie trägt ein graues ärmelloses Overall-Outfit, unter dem ein weißes langärmliges Hemd zu sehen ist. Dazu trägt sie rote Ohrringe, die einen farblichen Akzent setzen. Der Hintergrund des Bildes ist grau und weist die Aufschrift „DER DEUTSCHE FERNSEHPREIS“ auf. | Stella                | 1.01-               |
| Michelangelo Fortuzzi | Michelangelo Fortuzzi | Benno                 | 1.01-               |
| Jana McKinnon         | | Christiane            | 1.01-               |
| Lea Drinda            | | Babsi                 | 1.01-               |
| Jeremias Meyer        | | Axel                  | 1.01-               |
| Bruno Alexander       | | Michi                 | 1.01-               |
| Bernd Hölscher        | | Günther Breitweg      | 1.01-               |
| Ralf Dittrich         | Ralf Dittrich | Christianes Großvater |                     |
| Angelina Häntsch      | | Karin                 | 1.01-               |
| Sebastian Urzendowsky | | Robert                |                     |

#### Nebenrollen
| Schauspieler        | Rolle         | Folgen |
| ------------------- | ------------- | ------ |
| Andreas Anke        | Paulchen      |        |
| Mariella Aumann     | Hildegard     |        |
| Andreas Bichler     |               |        |
| Attila Georg Borlan |               |        |
| Ulrich Brandhoff    | Herr Liebmann |        |
| Marko Dyrlich       | Frank         |        |
| Hendrik Heutmann    | Magnus        |        |
| Tonio Arango        | Tristan       |        |
| Hans-Heinrich Hardt | Horst Radzun  |        |
| Nico Ramon Kleemann | Uwe           |        |
| Fine Sendel         | Mareike       |        |
| Heide Simon         | Luise         |        |
| Detlef Bothe        | Detlef        |        |
| Stella Brückner     | Nicole        |        |

### Dreharbeiten und Veröffentlichung

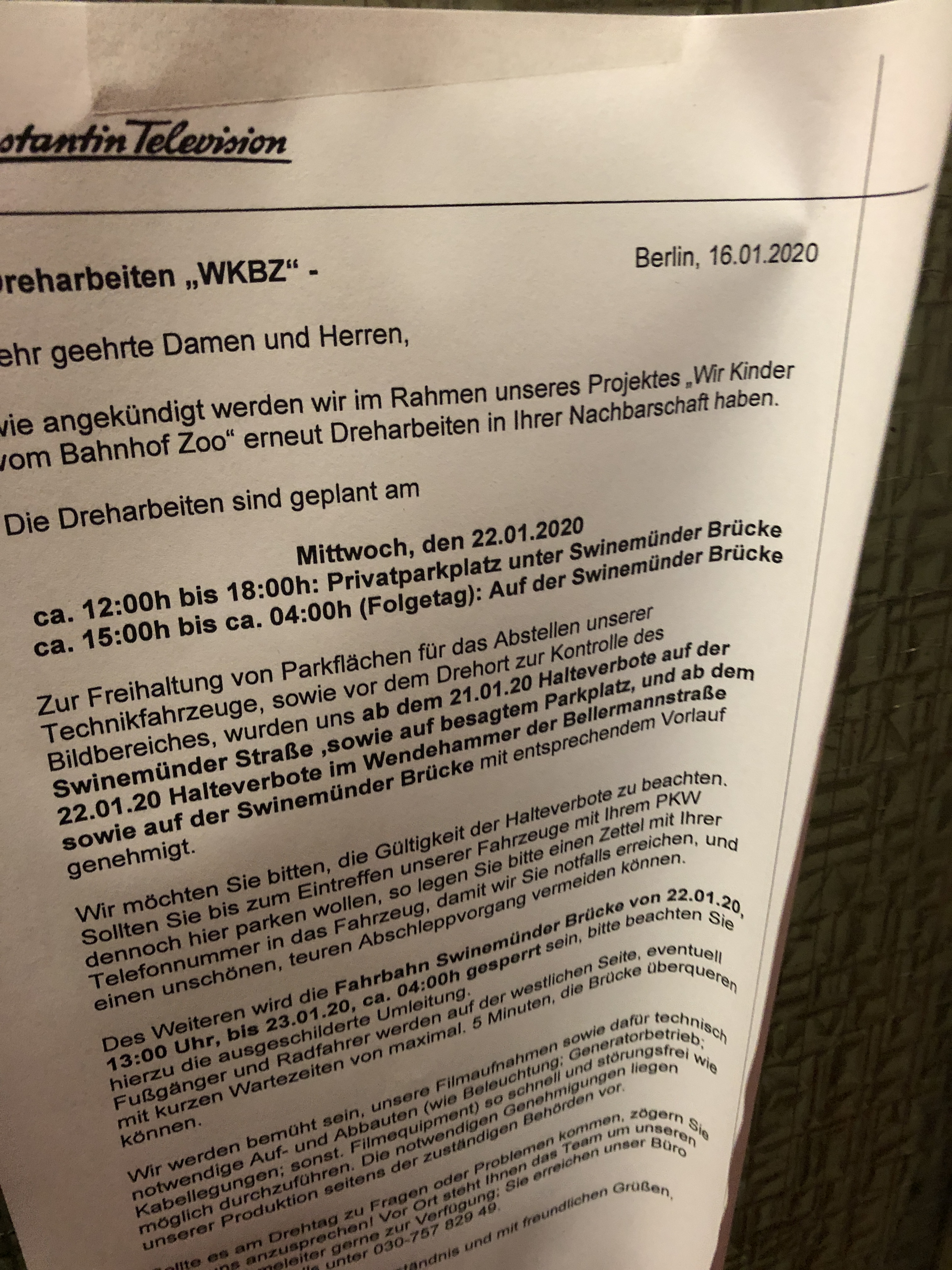
Ankündigungen von Dreharbeiten zu der Serie.

Die Dreharbeiten fanden von Mitte Juli 2019 bis Ende Februar 2020 in Prag und Berlin statt. In der deutschen Hauptstadt drehte man am titelgebenden Bahnhof Zoo, in Gropiusstadt und in der Berliner U-Bahn.
Der erste Trailer wurde Ende Dezember 2020 vorgestellt. Seit 19. Februar 2021 ist die Serie in Deutschland, Österreich und der Schweiz beim kostenpflichtigen Streaming-Dienst Prime Video von Amazon zu sehen.

## Rezeption

### Kritiken und Abrufe
Kathrin Häger vom Filmdienst bemerkt das dünne Aussehen der Schauspielerinnen, „Heroin Chic“, wie sich das damals nannte, und so oszilliere die Serie zwischen faszinierter Stilisierung des schillernden Berlins und dem pädagogischen Impetus von damals, das Heroin durch das Zeigen der schrecklichen Konsequenzen so wenig schmackhaft wie möglich zu machen. So seien die Freier und „Sugar-Daddys“, die die jungen Menschen über sich ergehen lassen müssen, schmierig und abstoßend gezeichnet. „Aufsichtspersonen“, wie Axels Hitler-Devotionalien vertickender Chef, wirkten wie Relikte aus einer anderen Zeit, gegen die Auflehnung quasi zur Pflicht wird, was alles durchaus kurzweilig und schön anzusehen sei, doch sei die Serie selbst zu sehr in ihren eigenen Schauwerten befangen, als dass der Spagat zwischen dem schwelgenden Ausstattungskino und der deprimierenden Drogen-Problematik immer reibungslos gelingen würde. So stelle sich die Frage nach dem Konzept, ob Wir Kinder vom Bahnhof Zoo ein nostalgischer „Trip“ ins Gruselgefühl für die Leser von damals oder eine pädagogische Mahnung an die MDMA-Konsumenten von heute sein will oder aber für die im digitalen Sumpf verlorene Party-Generation von morgen. Auch stelle sich die Frage, ob eine Transformation des Stoffes ins Jetzt nicht wesentlich interessanter gewesen wäre.
Auch Stefan Stosch vom RedaktionsNetzwerk Deutschland stellt sich die Frage, ob man die Geschichte der Christiane F. nicht viel mutiger in unsere Gegenwart hätte katapultieren sollen, wie Regisseur Burhan Qurbani mit seinem Film Berlin Alexanderplatz, als er einen Flüchtling aus Guinea-Bissau im heutigen Berlin stranden ließ: „Gewiss, Teenager hoffen, träumen und stecken voller Sehnsüchte – damals wie heute. Und damit sind keineswegs nur Drogen gemeint. Enttäuschungen erleiden sie sowieso. Diese Jugendlichen hier besonders.“ Die emotionalen Höhenflüge mit garantiert folgenden Drogenabstürzen, die hier geradezu systematisch durchdekliniert würden, wirkten auf die Dauer ermüdend, so Stosch, bemerkt aber auch, dass Hauptdarstellerin Jana McKinnon in der Rolle von Christiane F. fraulicher wirkt als ihre kindliche Vorgängerin Natja Brunckhorst.
Es sei zum großen Teil der 21-jährigen österreichisch-australischen Schauspielerin zu verdanken, dass diese Geschichte auch anno 2021 ihre Wirkung entfaltet, so Carsten Heidböhmer von Stern.de, die die Lebenslust, die Hoffnungen und Enttäuschungen der Christiane F. glaubwürdig verkörpere, wie überhaupt das gesamte Schauspielensemble, darunter Lena Urzendowsky, Lea Drinda und Michelangelo Fortuzzi, überragende Darbietungen abliefere. Hier zahle sich aus, dass die Macher auf neue, unverbrauchte Gesichter gesetzt hätten. Wirklich gelungen sei auch die visuelle Umsetzung. So liefere die Kamera von Jakub Bejnarowicz Bilder von bedrückender Schönheit, in denen der innere Zustand der Jugendlichen zum Ausdruck komme, aber auch die wachsende Verdunklung der Lebensperspektiven mit der zunehmenden Dauer veranschauliche. Hierin liege der eigentliche Wert dieser Verfilmung, die Heidböhmer mehr als eine Neuschöpfung denn ein Remake beschreibt.
Tobias Rapp beschrieb im Spiegel zwei Dinge, die allerdings nicht so richtig passten. So würden die Darsteller erstens einfach zu gut aussehen, da der Junkie, wie ihn das Originalbuch und der damalige Kinofilm erfanden, doch eine ausgemergelte Figur war, und zweitens seien sie zu alt: „Das Schockierende an Wir Kinder vom Bahnhof Zoo war, dass Christiane und ihre Freunde ja tatsächlich Kinder waren. Der Babystrich hieß nicht ohne Grund so.“ Auch sei ein bisschen zu viel des Drecks verloren gegangen, der das Original prägte. Dies jedoch hätten die Schöpfer der Serie aufgegeben, die Schönheit und das Alter der Protagonisten würden jedoch helfen, den Figuren bis zum Ende zu folgen.
Mitte März 2021 wurden auf Amazon Prime Video zehn Millionen Abrufe überschritten.

### Altersfreigabe
Abgesehen von Folge 7 wurde die Serie in Deutschland von der FSK ab 16 Jahren freigegeben. Über die dargestellte Drogenabhängigkeit der Figuren schreibt Carsten Heidböhmer von Stern Online: „Der Achtteiler zeigt alle Seiten der Sucht: die Hochstimmung, in die sie den User versetzt – aber auch all seine grausamen Folgen: schmerzhafte Entzugserscheinungen, Prostitution auf dem Kinderstrich, das emotionale Abstumpfen und die ersten Toten im Freundeskreis. […] Die Jugendlichen erleben seltene, aber intensive Höhepunkte. Gleichzeitig lässt die Serie keinen Zweifel daran, dass diese Geschichte nicht gut ausgehen kann.“

### Einsatz im Unterricht
Das Onlineportal kinofenster.de empfiehlt die Serie ab der 11. Klasse für die Unterrichtsfächer Deutsch, Politik, Gesellschaftskunde, Pädagogik und Psychologie und bietet Materialien zum Film für den Unterricht. Dort schreibt Moritz Stock, Gegenwart und Vergangenheit fließen ineinander und ließen die Jugendlichen in einer zeitlosen Welt erwachsen werden. Damit fehlten aber auch gesellschaftliche Rahmenbedingungen der Geschichte, hätten sich doch in den vergangenen 40 Jahren etwa Erziehungsnormen, Eltern-Kind-Beziehungen, sowie der Umgang mit Drogenabhängigen in der Gesellschaft verändert. Durch den Wegfall von sozialgeschichtlichen Kontextualisierungen blieben auch die dargestellten Konflikte unspezifisch und generisch.

### Auszeichnungen
Deutscher Schauspielpreis 2021
- Nominierung als Bester Schauspieler in einer Nebenrolle (Bernd Hölscher)
- Nominierung als Bester Nachwuchs (Lea Drinda)[17]

New Faces Awards 2021
- Auszeichnung als Bester Nachwuchsschauspieler (Bruno Alexander)

Romyverleihung 2021
- Nominierung für das Beste Buch TV
- Nominierung für die Beste Kamera TV/Stream (Jakub Bejnarowicz)

## Episodenliste
| Nr. | Originaltitel        | Regie             | Drehbuch     |
| --- | -------------------- | ----------------- | ------------ |
| 1   | Welpen               | Philipp Kadelbach | Annette Hess |
| 2   | Weihnachten          | Philipp Kadelbach | Annette Hess |
| 3   | Bowie                | Philipp Kadelbach | Annette Hess |
| 4   | Briefe               | Philipp Kadelbach | Annette Hess |
| 5   | 4000 im Monat        | Philipp Kadelbach | Annette Hess |
| 6   | Der letzte Druck     | Philipp Kadelbach | Annette Hess |
| 7   | Wenn die Nacht kommt | Philipp Kadelbach | Annette Hess |
| 8   | Dämmerung            | Philipp Kadelbach | Annette Hess |